# Colomascirtus pantostictus
Espèce
Statut de conservation UICN

 EN B2ab(iii) : En danger
Synonymes
- Hyla pantosticta Duellman & Berger, 1982
- Hyloscirtus pantostictus Faivovich, Haddad, Garcia, Frost, Campbell, and Wheeler, 2005

Colomascirtus pantostictus est une espèce d'amphibiens de la famille des Hylidae.

## Répartition
Cette espèce se rencontre entre 1 950 et 2 700 m d'altitude sur le versant oriental des Andes dans le Nœud de los Pastos dans la vallée du río Chingual : 
- en Colombie dans le sud-est du département de Nariño ;
- en Équateur dans le nord-ouest de la province de Sucumbíos.

## Publication originale
- Duellman & Berger, 1982 : A New Species of Andean Treefrog (Hylidae). Herpetologica, vol. 38, no 4, p. 456-460.